# 德文璞道

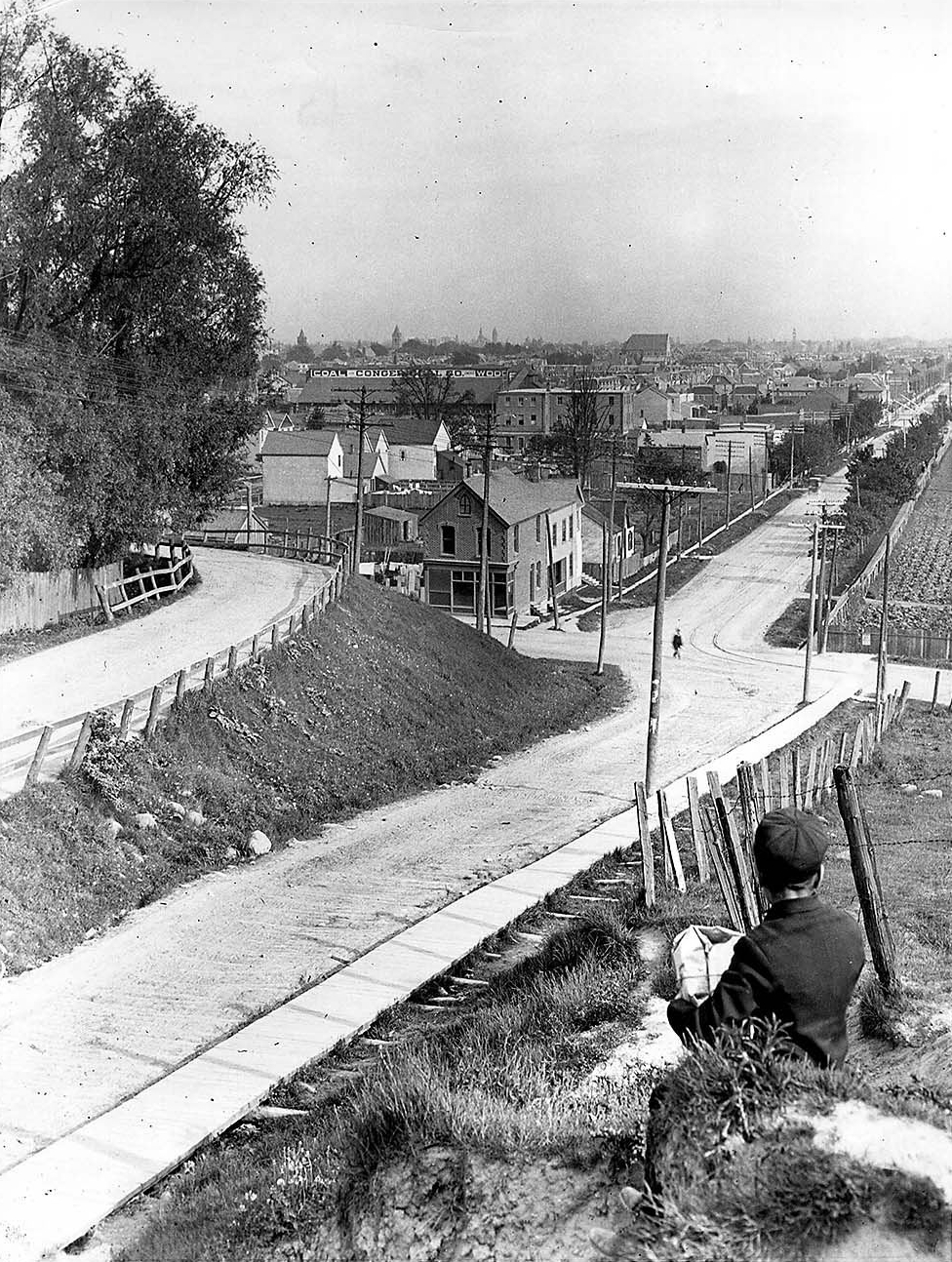
德文璞道在這條陡峭的山腳下，為東西走向

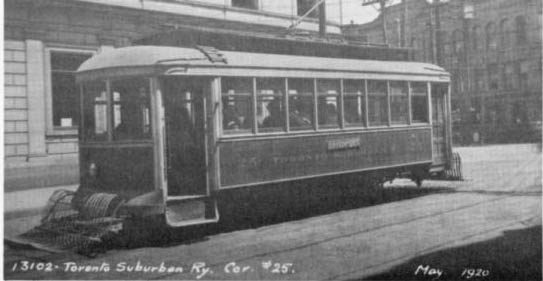
德文璞道電車

德文璞道（英語：Davenport Road）是加拿大安大略省多倫多的一條東西向的主幹道。它被認為是沿著易洛魁冰川湖舊海岸線陡坡腳下的一條古老的原住民小徑。它目前東起央街，西至舊韋斯頓道（Old Weston Road）。
這條道路以1797年軍人約翰·麥基爾（John McGill）的Davenport house命名，位於今巴佛士街（Bathurst Street）夾德文璞道的東北角附近。它可能是以駐紮在約克堡的德文璞少校（Major Davenport）命名。約瑟·威士上校（Colonel Joseph Wells）買下了這處房產，並拆除了1821年麥基爾所建的房子。威士曾擔任上加拿大書院（Upper Canada College）的校務管理機構成員、銀行董事及司庫員。杜邦街（Dupont Street）及威士山路（Wells Hill Avenue）皆以他的兒子佐治·杜邦·威士（George Dupont Wells）命名。
這條路於1833年在上加拿大約克城外鋪設，修繕費用由通行費支付。每隔數公里就有一座收費亭，靠近今巴佛士街夾德文璞道，收費亭一直保存至現今。
在1837年上加拿大起義期間，叛軍領袖威廉·萊昂·麥肯齊親手焚毀了著名保守黨人R. C. Horne博士在德文璞道夾央街處的住宅。
1912年，位於巴佛士街夾德文璞道西南角的農場成為Abe Orpen的山巒馬場（Hillcrest Racetrack）。這條賽道只開放了數年，於1916年關閉。該地點現為多倫多公車局的Hillcrest Yard。
1994年，德文璞道設置單車徑。